# شورش. او گفت. دوباره شورش.
شورش. او گفت. دوباره شورش. نمایشنامه‌ای فمینیستی نوشته آلیس بیرچ است که به سفارش کمپانی رویال شکسپیر نوشته شده و اولین بار در سال ۲۰۱۴ اجرا شده است. این نمایش اولین اجرای خود را در خارج از برادوی در سال ۲۰۱۶ داشت. این اثر برنده مشترک جایزه جورج دیواین در سال ۲۰۱۴ برای نویدبخش‌ترین نمایشنامه‌نویس جدید و نامزد جایزه سوزان اسمیت بلکبرن در سال‌های ۲۰۱۴/۲۰۱۵ بود.

## خلاصه داستان
شورش. او گفت. دوباره شورش. سیزده صحنه مستقل را در طول چهار پرده ارائه می‌دهد.  صحنه‌ها با گفتگویی بین زن و مرد در مورد مسائل جنسی آغاز می‌شود، در حالی که زن کنترل آموزش مرد را به دست می‌گیرد. سپس، زوج دیگری پس از رد شدن پیشنهاد ازدواج، درباره آن صحبت می‌کنند. زنی و کارفرمایش در مورد تعهدات کاری بحث می‌کنند، زیرا زن می‌خواهد دوشنبه‌ها مرخصی بگیرد. سپس یک خریدار پس از تجاوز جنسی در یک فروشگاه مواد غذایی برهنه می‌شود. زنی و دخترش درباره غیبت مادر زن از زندگی‌شان صحبت می‌کنند. پس از این صحنه، نمایش با ادغام صحنه‌ها در یکدیگر، انتزاعی‌تر می‌شود، از جمله نقد پورنوگرافی، فروشنده‌ای که تی‌شرت‌هایی با شعارهای فمینیستی می‌فروشد و شخصی که پرده بکارت می‌فروشد.   صحنه آخر درباره آینده، سرنگونی سیستم‌ها و ریشه‌کن کردن همه انسان‌ها بحث می‌کند.